# Pogrebki (Kursk)
Pogrebki (en ruso: Погребки) es un pueblo ruso perteneciente al óblast de Kursk. Situado en el suroeste del país, forma parte del raión de Sudzha.

## Geografía
Pogrebki está situado a orillas del río Malaya Loknia, 20 km al noroeste de Sudzha y 78 km al suroeste de Kursk.   

## Historia
El 8 de septiembre de 2024, el pueblo fue escenario de una incursión en la óblast de Kursk de las Fuerzas Armadas de Ucrania en el transcurso de la guerra ruso-ucraniana.El 15 de agosto, el gobierno ucraniano anunció la formación de una administración militar para brindar ayuda humanitaria a los civiles y mantener la ley y el orden, donde posteriormente se integró a Pogrebki.
El 7 de noviembre, la 810.ª Brigada rusa intentó sin éxito romper las defensas ucranianas en la zona de la aldea. Según información de los canales rusos de Telegram, treinta militares de la brigada murieron y veinte resultaron heridos. El 25 de febrero de 2025 el Ministerio de Defensa de Rusia anunció que las tropas rusas habían liberado el pueblo.

## Demografía
La evolución demográfica de Pogrebki entre 2002 y 2010 fue la siguiente:
| 372                            | 266 |
| (Fuente: Population of Russia) |     |

En el censo de 2010, el 89% de la población eran rusos.

## Infraestructura

### Transporte
Pogrebki se encuentra a 2 km de la autopista 38K-024 (Lgov-Sudzha).